# منطقة دهرادون
دهرادون رمزها «DD» (بالإنجليزية: Dehradun)‏، هو تقسيم إداري لدولة الهند تتبع ولاية أوتاراخند (بالإنجليزية: Uttarakhand)‏ ، مركزها هو مدينة دهرادون (بالإنجليزية: Dehradun)‏ عدد سكانها حسب تعداد سنة 2001 هو 1,279,083 ، مساحتها 3,088 كم² وكثافة السكان 414 لكل كم².

## وصلات خارجية
- التعداد السكاني للهند
- الموقع الرسمي